# 豆渣

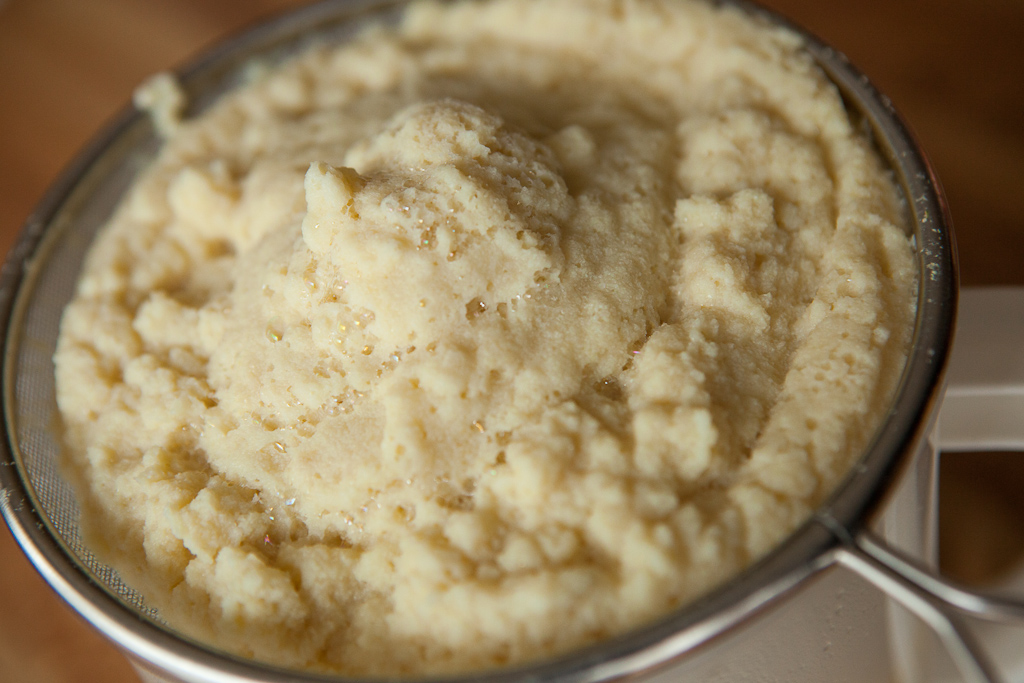
从新鲜的一批自制豆浆中过滤的豆渣。

豆渣又稱豆腐渣是豆製品的一種，是在以大豆製作豆腐或豆漿時過濾後剩下的殘渣。價值不高，吃起來口感不是太好，但營養豐富，傳統上在東亞地區會被用為食材（如中国东北地区的“小豆腐”或“菜豆腐”就是在豆腐渣中加入雪菜等蔬菜制成），亦可加熱減少水分後當作麵包粉的替代品，甚至還有一種利用發酵後的綠豆渣所製成的料理「麻豆腐」。也常被製作為廉價飼料。
在日本，甚至還能向手工豆腐店商家購買經過二次過濾的豆渣（二番搾りおから），因為再重新過濾的關係，比一般豆渣較為細緻且較易食用，因此常被日本人當作健康食品。
豆渣中含有50%的膳食纖維，25%的蛋白質，10%的脂肪，以及其他營養素。
某些機構對豆渣的重新利用進行了一些研究，例如作為緩衝材料，或製取水溶性膳食纖維。
1998年中国水灾期间，洪水暴露出许多水利工程品質低劣的“豆腐渣工程”，当时中华人民共和国前总理朱镕基在巡视发生水灾的江西省九江市时，因九江新筑的防洪大堤不堪一击，被朱镕基斥责并创造“豆腐渣工程”一词。